# Córdoba (Bolívar)
Córdoba, comúnmente llamado Córdoba Tetón es uno de los 46 municipios del departamento de Bolívar en la región Caribe de Colombia. Ubicada al costado izquierdo del Río Magdalena y muy cerca de las estribaciones de los Montes de María.

## División Político-Administrativa
Aparte de su Cabecera municipal. Córdoba tiene bajo su jurisdicción los siguientes Centros poblados:
- Bellavista
- California
- Guaymaral
- La Montaña de Alonso (Martín Alonso)
- La Sierra
- Las Lomitas
- Las Marías
- Pueblo Nuevo
- San Andrés del Río
- Sanahuare
- Santa Lucía
- Sincelejito
- Socorro
- Tacamochito
- Tacamocho

## Economía
El municipio de Córdoba se caracteriza por su producción ganadera y el cultivo de sésamo.

## Límites municipales[4]
|                                    | Norte: Zambrano |                                 |
| Oeste: El Carmen de Bolívar Ovejas |                 | Este: Plato                     |
| Suroeste: San Pedro                | Sur: Magangué   | Sureste: Santa Bárbara de Pinto |

## Historia
Toda el área municipal de Córdoba y en especial las orillas del Caño Constanza fue un gran asentamiento de cultura prehispánica. Según los mapas antropológicos fue ocupado este territorio por los Malibú una tribu de área periférica de la gran cultura Zenú; cuyo mandatario local fue el cacique Tetón.
El 1 de enero de 1756 fue creado el Sitio de San Pablo de Tetón, en el lugar del antiguo asentamiento indígena malibú del cacique Tetón, de ahí que sus habitantes se conozcan con el gentilicio de "tetoneros". La historia de Córdoba, que hasta principios del siglo XX conservó el nombre original de Tetón, en alusión al cacique que lleva su mismo nombre, arranca desde 1540, cuando sus moradores, los indios pintados de la raza Malibú fueron conquistados, sometidos y convertidos en unos de los muchos resguardos del Nuevo Reino de Granada, bajo control de la villa de Tenerife. Algunos investigadores locales ubican la fundación y nueva ubicación del pueblo en 1756; otros consideran que la fundación debió ocurrir en 1750, que es cuando se menciona en las noticias históricas a San Pablo de Tetón. En 1776, llega Don Antonio de La Torre y Miranda al sitio para conectarlo con los pueblos de las Montes de María y las Sabanas de Tolú. En su trayecto funda Tacamocho el día 26 de octubre de 1776. 
En 1857 se convierte en unos de distritos de la Provincia del Carmen en el Estado Soberano de Bolívar. Al eliminar la división provincial en el Departamento de Bolívar, la asamblea departamental crea el municipio de Córdoba mediante la ordenanza en 1909, cuando se cambió su nombre de Tetón por el de Córdoba, con la iniciativa del señor Erasmo Baños y el respaldado de Francisco Porras en homenaje al valiente patriota José María Córdova quien derrotó a los realistas en la Batalla de Ayacucho.

## Estructura organizacional municipal
| Córdoba      | Córdoba     | Córdoba                    |
| Departamento | Código DANE | Categoría municipal (2022) |
| ------------ | ----------- | -------------------------- |
| Bolívar      | 13212       | Sexta                      |

- Personería: Es un centro del Ministerio Público de Colombia que ejerce, vigila y hace control sobre la gestión de las alcaldías y entes descentralizados; velan por la promoción y protección de los derechos humanos; vigilan el debido proceso, la conservación del medio ambiente, el patrimonio público y la prestación eficiente de los servicios públicos, garantizando a la ciudadanía la defensa de sus derechos e intereses.

El actual Personero municipal es x (2024-2027).
- Concejo Municipal: Es la suprema autoridad política del municipio. En materia administrativa sus atribuciones son de carácter normativo. También le corresponde vigilar y hacer control político a la administración municipal. Se regulan por los reglamentos internos de la corporación en el marco de la Constitución Política Colombiana (artículo 313) y las leyes, en especial la Ley 136 de 1994 y la Ley 1551 de 2012.

Constituido por 11 concejales por un periodo de 4 años. 
- Alcaldía Municipal: En esta se encuentra la administración municipal y las entidades descentralizadas del municipio.

El Alcalde se pronuncia mediante decretos y se desempeña como representante legal, judicial y extrajudicial del municipio. El actual Alcalde municipal es Carlos Álvarez Tamara (2024-2027), elegido por voto popular.
- JAL. Sin constitución alguna en los corregimientos del municipio.

## Servicios públicos
- Energía Eléctrica: Afinia, del grupo EPM, es la empresa prestadora del servicio de energía eléctrica.
- Gas Natural: Surtigas es la empresa distribuidora y comercializadora de gas natural en el municipio.